# 326
Правління Костянтина Великого у Римській імперії. У Китаї правління династії Цзінь. В Індії починається період імперії Гуптів. В Японії триває період Ямато. У Персії править династія Сассанідів.
На території лісостепової України Черняхівська культура. У Північному Причорномор'ї готи й сармати.

## Події
- Імператор Костянтин Великий відвідує Рим, щоб відсвяткувати 20-річчя свого правління.
- Дорогою імператор велить стратити свого сина Кріспа та дружину Флавію.
- 25 липня — Римський імператор Костянтин вперше під час свята заборонив виніс поганських ідолів
- На місці Візантія розпочалося будівництво Нового Риму.
- Побудована Церква Богородиці Стовратної.

## Померли
- Митрофан I (візантійський єпископ)